# محر قري
المِحَرّ القُرَّي هو محرارٌ يستخدم لقياس درجات الحرارة المنخفضة جدًا للأشياء. تُستخدم المحارير المملوءة بالإيثانول بدلاً من الزئبق في قياسات الأرصاد الجوية لدرجات الحرارة الدنيا ويمكن استخدامها حتى ناقص 70 درجة مئوية (-94 درجة فهرنهايت). الحد المادي لقدرة مقياس الحرارة على قياس درجة الحرارة المنخفضة هو نقطة تجمد السائل المستخدم.